# César Sosa
César Luis Sosa Fariña (Villarrica, 12 de julio de 1990) conocido también como Cesarito, es un empresario, ganadero y político paraguayo, actualmente se desempeña como gobernador del Departamento de Guairá.

## Biografía
César Luis Sosa Fariña nació en la ciudad de Villarrica el 12 de julio de 1990, hijo de César Sosa y de Rosana Fariña 
Se casó el 9 de julio de 2022 con Alejandra Bellenzier, con quien tiene un hijo en común. 
Realizó sus estudios primarios en el colegio Cajita Mágica y después en el colegio Salesiano Don Bosco de Villlarrica.
Es dueño junto a sus hermanas de la cadena de hoteles Sosa Hoteles, de la cadena de televisión Visión Comunicaciones de Villarrica, además, de CLS remates de ganados.
En 2022 se presentó a la candidatura del partido (ANR) para gobernador de Guairá, ganando por mayoría a su contrincante, Ever Noguera. En 2023, en las elecciones generales, ganó por mayoría al liberal Luis Silva. Asumiendo el cargo el 15 de agosto de 2023.